# Fyffes
Fyffes est la plus vieille entreprise ayant trait au commerce de la banane. Elle a été créée en 1888 et son siège se situe à Dublin.
Fyffes emploierait environ 17 000 personnes, pour un chiffre d'affaires de 1,2 milliard d'euros. En dehors du commerce de la banane, dont elle est leader en Europe, Fyffes est également présent sur le commerce de melon et de fruits exotiques.

## Histoire

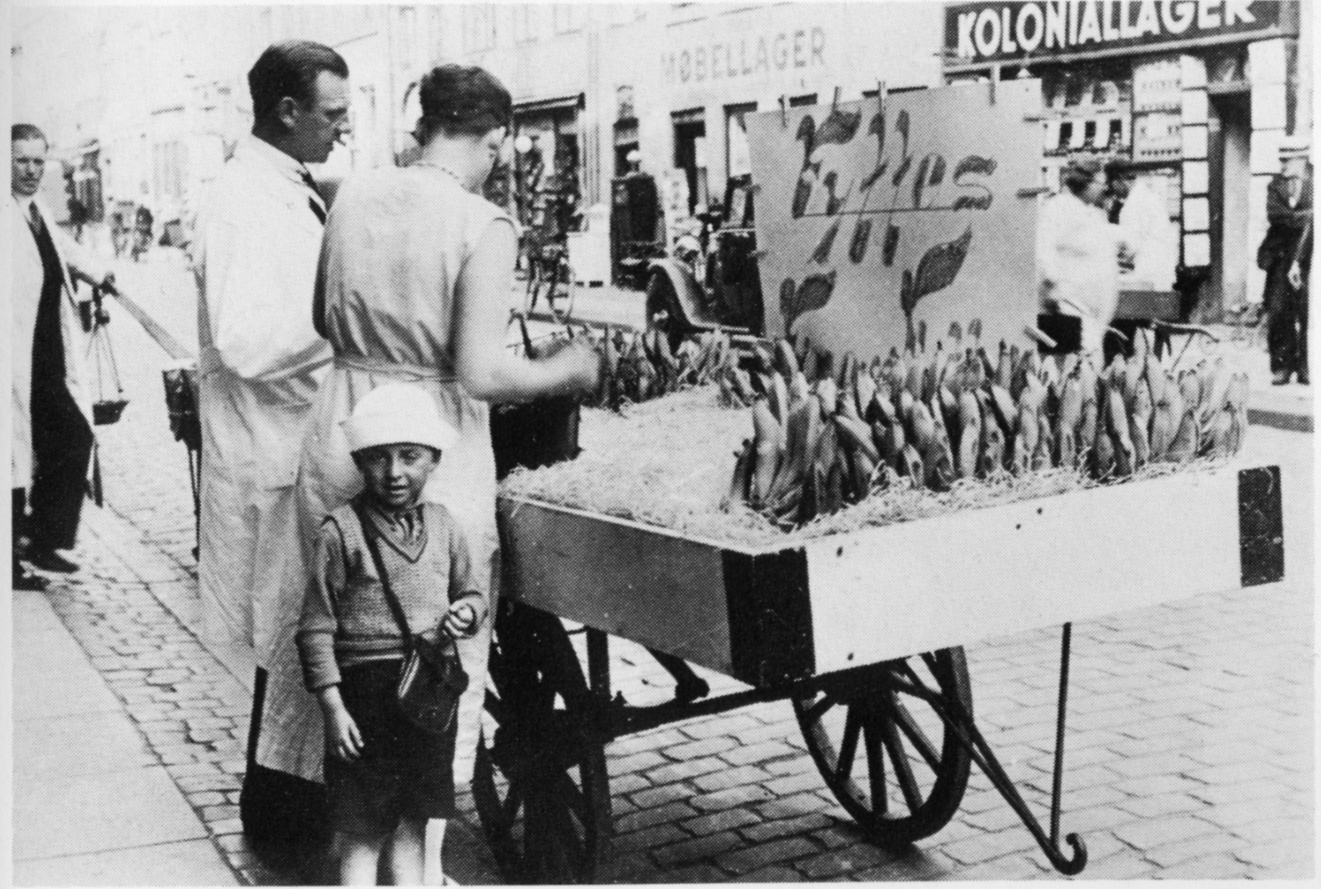
Des bananes de la marque vendues au Danemark durant la première moitié du XXe siècle

L'entreprise fait suite à la collaboration entre le Londonien Thomas Fyffe et Hudson, qui avait des contacts aux Iles Canaries, aboutissant à la Fyffe & Hudson. Ils s'appuyèrent sur les navires Elder Dempster, et allèrent jusqu'en Jamaïque.
En 2008, l'UNICEF a conclu un accord dans lequel l'entreprise s'implique durant 5 ans à combattre la malaria au Mozambique chez les enfants vulnérables et les orphelins.
En mars 2014, Chiquita Brands International annonce sa fusion avec Fyffes pour 526 millions de dollars, les actionnaires de Chiquita détennant 50,7 % de la nouvelle entreprise et ceux de Fyffes 49,3 %. L'opération est un échec à la suite des changements fiscaux américains.
En décembre 2016, Sumitomo Corporation annonce une offre d'acquisition sur Fyffes de 751 millions d'euros.

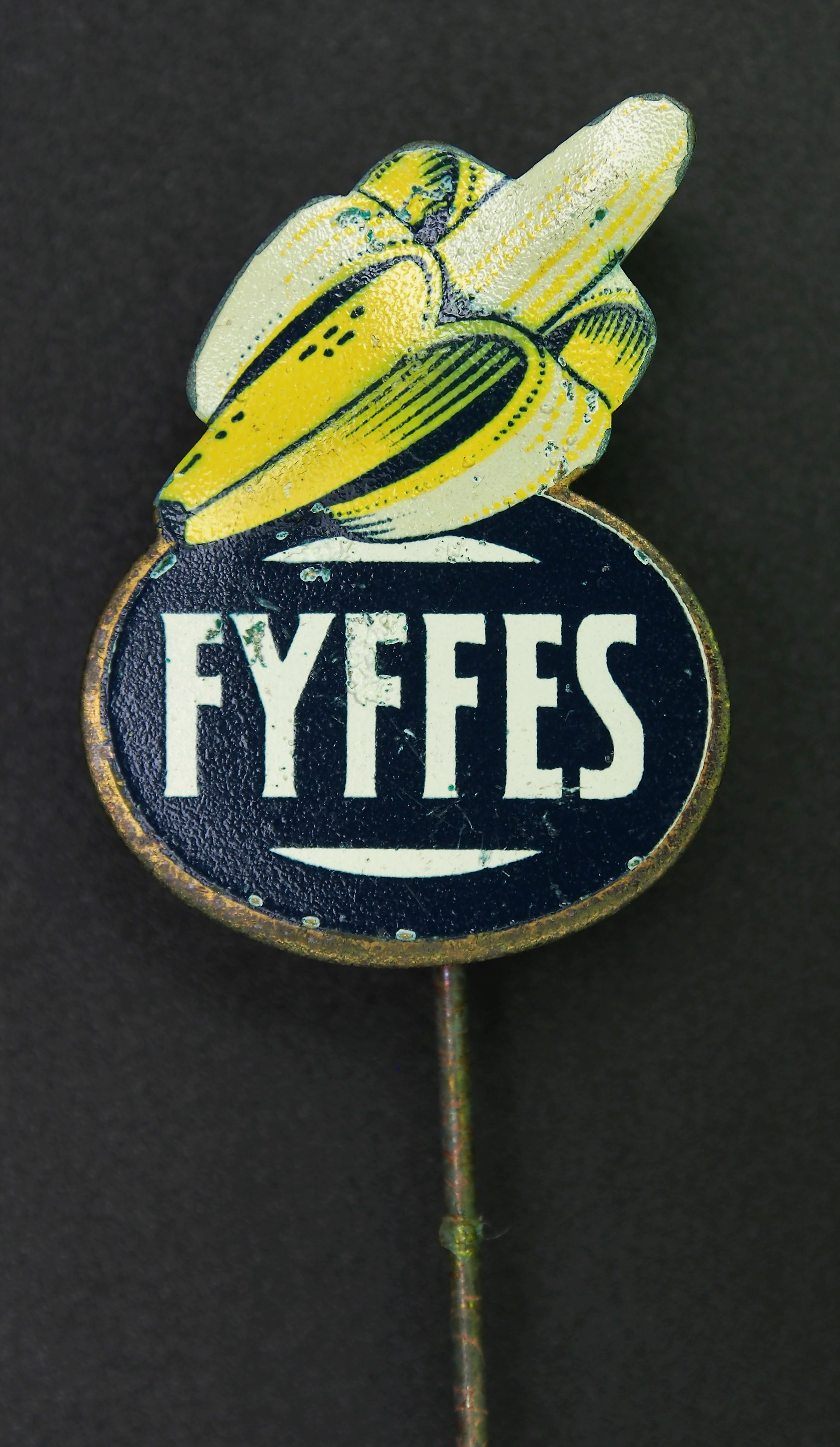
Ancienne épingle publicitaire pour Fyffes.